# Larissa Pimenta
Larissa Pimenta (São Vicente, 1º marzo 1999) è una judoka brasiliana.
Vincitrice della medaglia di bronzo olimpica nella categoria fino 52 kg a Parigi 2024 dove è stata battuta ai quarti dalla francese Amandine Buchard, ma ha battuto ai ripescaggi la tedesca Mascha Ballhaus e l'italiana Odette Giuffrida nella finale per la medaglia.
Nella stessa edizione si aggiudica anche il bronzo nella gara a squadre miste, pur non salendo mai sul tatami.

## Palmarès
- Giochi olimpici

Parigi 2024: bronzo nei 52 kg e nella gara a squadre miste.
- Mondiali

Budapest 2021: bronzo nella gara a squadre miste.
- Giochi panamericani

Lima 2019: oro nei 52 kg.
Santiago del Cile 2023: oro nei 52 kg, argento nella gara a squadre miste.
- Campionati panamericani di judo

Lima 2019: oro nei 52 kg.
Guadalajara 2020: bronzo nei 52 kg.
Guadalajara 2021: oro nei 52 kg.
Lima 2022: oro nei 52 kg.
Calgary 2023: oro nei 52 kg.
Rio de Janeiro2024: oro nei 52 kg.
- Giochi sudamericani

Cochabamba 2018: oro nei 52 kg.
- Giochi mondiali militari

Wuhan 2019: bronzo nella gara a squadre femminili.